# Miguel Soroa Goitia
Miguel Soroa Goitia, (Elduain (Guipúscoa), 11 de gener de 1926 - Tolosa (Guipúscoa), 11 de febrer de 2008), més conegut en el món de la pilota basca com a Soroa II, va ser un pilotari a mà.

## Palmarés
- Campió del Manomanista: 1954
- Subcampió del Manomanista: 1955
- Campió del Quatre i Mig: 1954